# Opheltes japonicus
Opheltes japonicus là một loài tò vò trong họ Ichneumonidae.